# Nandax
Nandax est une commune française située dans le département de la Loire en région Auvergne-Rhône-Alpes.

## Géographie

### Climat
Pour des articles plus généraux, voir Climat d'Auvergne-Rhône-Alpes et Climat de la Loire.
En 2010, le climat de la commune est de type climat océanique dégradé des plaines du Centre et du Nord, selon une étude du Centre national de la recherche scientifique s'appuyant sur une série de données couvrant la période 1971-2000. En 2020, Météo-France publie une typologie des climats de la France métropolitaine dans laquelle la commune est exposée à un climat de montagne ou de marges de montagne et est dans une zone de transition entre les régions climatiques « Centre et contreforts nord du Massif Central » et « Nord-est du Massif Central ».
Pour la période 1971-2000, la température annuelle moyenne est de 10,9 °C, avec une amplitude thermique annuelle de 16,8 °C. Le cumul annuel moyen de précipitations est de 805 mm, avec 10,6 jours de précipitations en janvier et 7,5 jours en juillet. Pour la période 1991-2020, la température moyenne annuelle observée sur la station météorologique installée sur la commune est de 11,7 °C et le cumul annuel moyen de précipitations est de 916,6 mm,. Les records absolus de température ont été atteints sur cette station le 24 août 2023 pour la température maximale avec 41,1 °C et le 17 janvier 1985 pour la température minimale avec −22 °C. 
| Mois                                  | jan.           | fév.           | mars           | avril         | mai           | juin         | jui.          | août          | sep.            | oct.            | nov.            | déc.            | année     |
| ------------------------------------- | -------------- | -------------- | -------------- | ------------- | ------------- | ------------ | ------------- | ------------- | --------------- | --------------- | --------------- | --------------- | --------- |
| Température minimale moyenne (°C)     | 0,8            | 0,6            | 2,9            | 5,2           | 8,9           | 12,4         | 14,3          | 14            | 10,7            | 8,3             | 4,1             | 1,6             | 7         |
| Température moyenne (°C)              | 3,9            | 4,4            | 7,7            | 10,5          | 14,4          | 18,2         | 20,3          | 20,1          | 16,2            | 12,6            | 7,5             | 4,6             | 11,7      |
| Température maximale moyenne (°C)     | 7              | 8,2            | 12,5           | 15,8          | 19,9          | 23,9         | 26,3          | 26,2          | 21,6            | 16,8            | 11              | 7,7             | 16,4      |
| Record de froid (°C) date du record   | −22 17.01.1985 | −19 12.02.1956 | −15,2 01.03.05 | −7,3 08.04.03 | −3 01.05.1960 | 0 02.06.1962 | 3 06.07.1964  | 2 31.08.1964  | −1,5 27.09.1972 | −6,5 29.10.1997 | −9,8 22.11.1998 | −17 23.12.1963  | −22 1985  |
| Record de chaleur (°C) date du record | 18,5 30.01.02  | 25 28.02.1960  | 25,5 31.03.21  | 29 22.04.1968 | 33,1 20.05.22 | 38 27.06.19  | 41 31.07.1983 | 41,1 24.08.23 | 35,5 03.09.1962 | 31,8 02.10.23   | 24 03.11.1970   | 20,5 10.12.1978 | 41,1 2023 |
| Précipitations (mm)                   | 61,1           | 49,3           | 53,2           | 70,2          | 99,8          | 83,1         | 92,5          | 83,7          | 82,9            | 86              | 90,7            | 64,1            | 916,6     |

Pour l'avenir, les paramètres climatiques de la commune estimés pour 2050 selon différents scénarios d'émission de gaz à effet de serre sont consultables sur un site dédié publié par Météo-France en novembre 2022.

## Urbanisme

### Typologie
Au 1er janvier 2024, Nandax est catégorisée commune rurale à habitat dispersé, selon la nouvelle grille communale de densité à sept niveaux définie par l'Insee en 2022.
Elle est située hors unité urbaine. Par ailleurs la commune fait partie de l'aire d'attraction de Roanne, dont elle est une commune de la couronne,. Cette aire, qui regroupe 88 communes, est catégorisée dans les aires de 50 000 à moins de 200 000 habitants,.

### Occupation des sols
L'occupation des sols de la commune, telle qu'elle ressort de la base de données européenne d’occupation biophysique des sols Corine Land Cover (CLC), est marquée par l'importance des territoires agricoles (93,9 % en 2018), en diminution par rapport à 1990 (98,7 %). La répartition détaillée en 2018 est la suivante : 
prairies (68,8 %), terres arables (13,9 %), zones agricoles hétérogènes (11,2 %), zones urbanisées (4,8 %), forêts (1,3 %). L'évolution de l’occupation des sols de la commune et de ses infrastructures peut être observée sur les différentes représentations cartographiques du territoire : la carte de Cassini (XVIIIe siècle), la carte d'état-major (1820-1866) et les cartes ou photos aériennes de l'IGN pour la période actuelle (1950 à aujourd'hui).

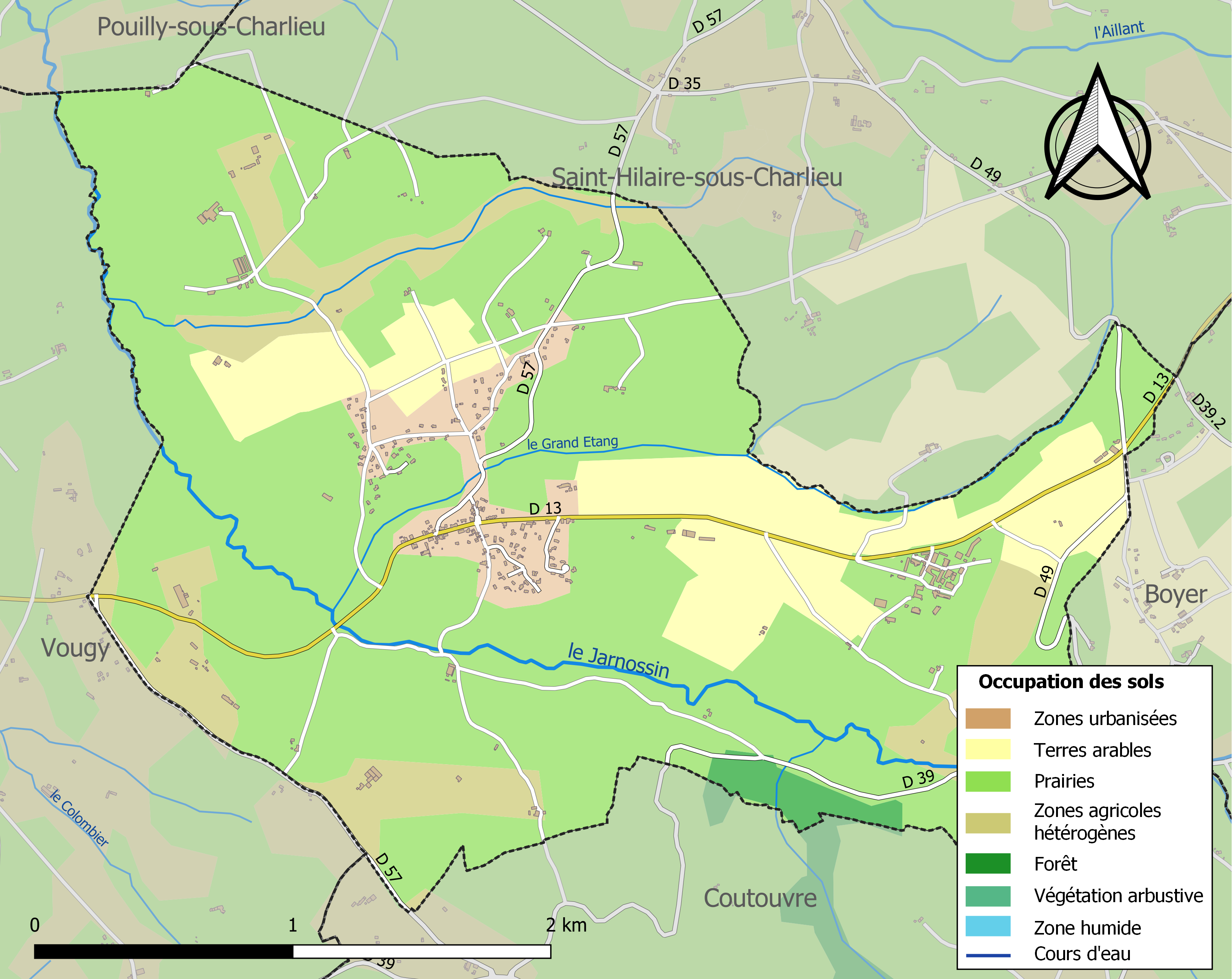
Carte des infrastructures et de l'occupation des sols de la commune en 2018 (CLC).

## Politique et administration

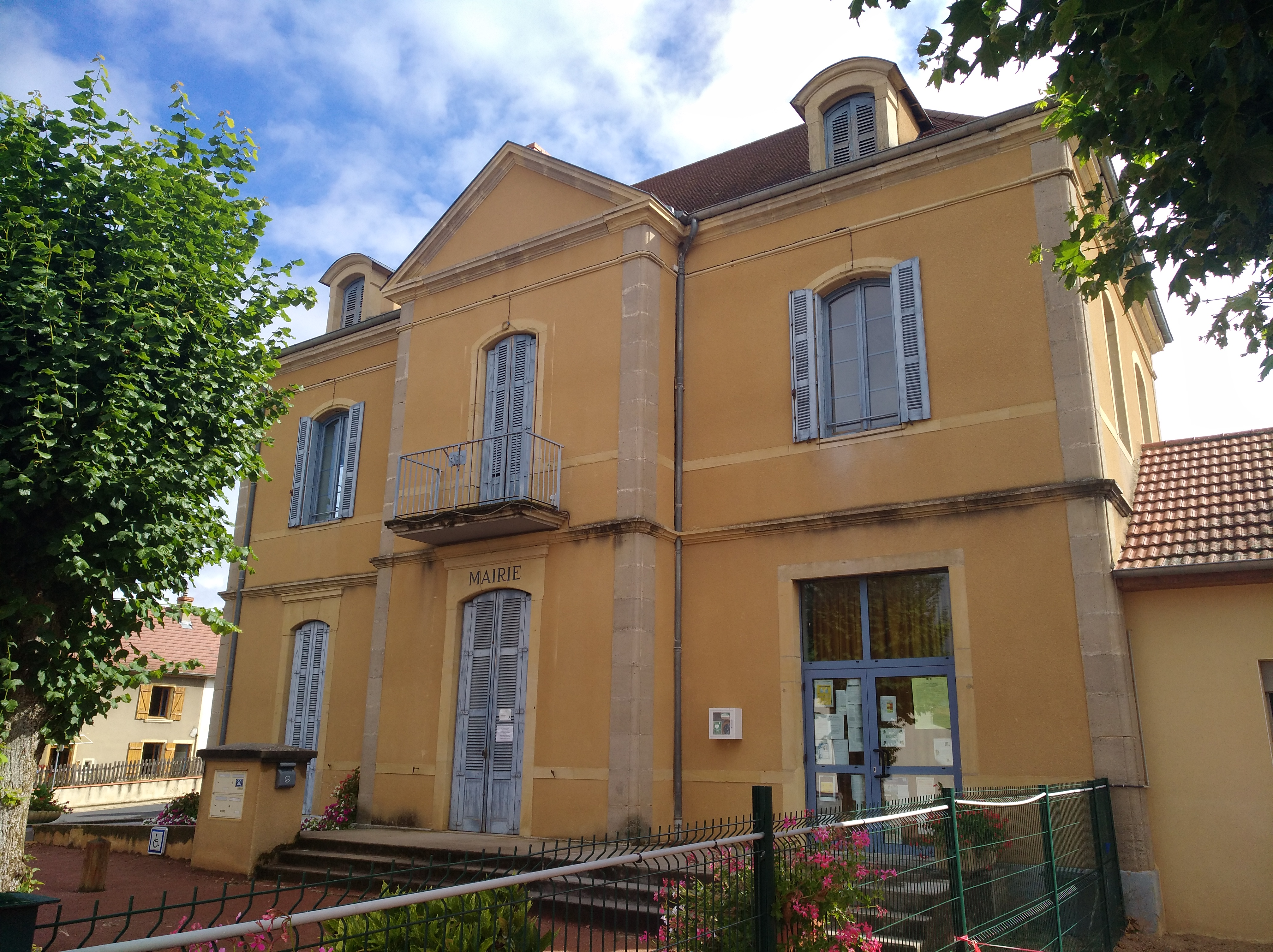
Mairie

| Période                                  | Période  | Identité     | Étiquette | Qualité |
| ---------------------------------------- | -------- | ------------ | --------- | ------- |
| Les données manquantes sont à compléter. |          |              |           |         |
| mars 2001                                | mai 2020 | Gérard MARC  |           |         |
| mai 2020                                 | En cours | Roger SANDRI |           |         |

## Démographie
L'évolution du nombre d'habitants est connue à travers les recensements de la population effectués dans la commune depuis 1793. Pour les communes de moins de 10 000 habitants, une enquête de recensement portant sur toute la population est réalisée tous les cinq ans, les populations de référence des années intermédiaires étant quant à elles estimées par interpolation ou extrapolation. Pour la commune, le premier recensement exhaustif entrant dans le cadre du nouveau dispositif a été réalisé en 2005.

En 2022, la commune comptait 564 habitants, en évolution de +11,02 % par rapport à 2016 (Loire : +1,32 %, France hors Mayotte : +2,11 %).
| 1793 | 1800 | 1806 | 1821 | 1831 | 1836 | 1841 | 1846 | 1851 |
| ---- | ---- | ---- | ---- | ---- | ---- | ---- | ---- | ---- |
| 400  | 385  | 433  | 404  | 410  | 442  | 425  | 434  | 489  |

| 1856 | 1861 | 1866 | 1872 | 1876 | 1881 | 1886 | 1891 | 1896 |
| ---- | ---- | ---- | ---- | ---- | ---- | ---- | ---- | ---- |
| 457  | 481  | 484  | 544  | 544  | 538  | 541  | 483  | 438  |

| 1901 | 1906 | 1911 | 1921 | 1926 | 1931 | 1936 | 1946 | 1954 |
| ---- | ---- | ---- | ---- | ---- | ---- | ---- | ---- | ---- |
| 396  | 373  | 355  | 320  | 332  | 294  | 304  | 389  | 325  |

| 1962 | 1968 | 1975 | 1982 | 1990 | 1999 | 2005 | 2006 | 2010 |
| ---- | ---- | ---- | ---- | ---- | ---- | ---- | ---- | ---- |
| 279  | 259  | 234  | 267  | 283  | 333  | 479  | 481  | 529  |

| 2015 | 2020 | 2022 | - | - | - | - | - | - |
| ---- | ---- | ---- | - | - | - | - | - | - |
| 491  | 559  | 564  | - | - | - | - | - | - |

C'est la commune de Rhône-Alpes avec le plus fort taux de population comptée à part en 2006 selon l'Insee, avec 33,4 % (241 personnes pour une population totale de 722 habitants). Ce taux est dû à la présence de l'internat du lycée agricole privé Étienne Gautier, à Ressins.
C'est également la commune qui a connu la plus forte en hausse en pourcentage (env. +44 %) entre les recensements de 1999 et 2006 dans le département de la Loire. C'est un cas singulier dans la région d'une commune où la correction de l'exode rural par un repeuplement récent s'est faite a peu près intégralement puisque le nombre d'habitants actuel de la commune est probablement supérieur à ce qu'il a jamais été dans le passé.

## Culture locale et patrimoine

### Lieux et monuments

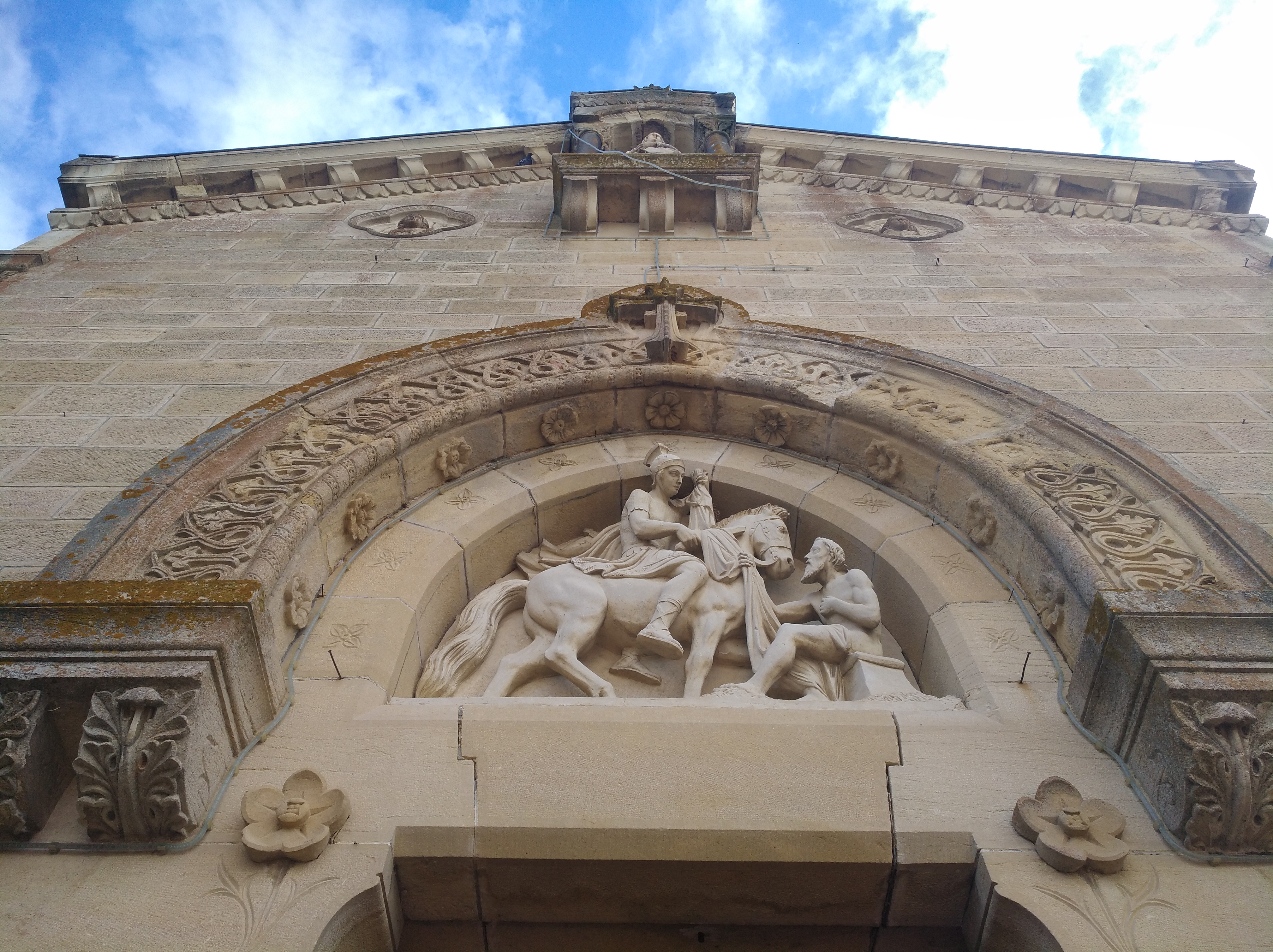
Tympan de l'église Saint-Martin

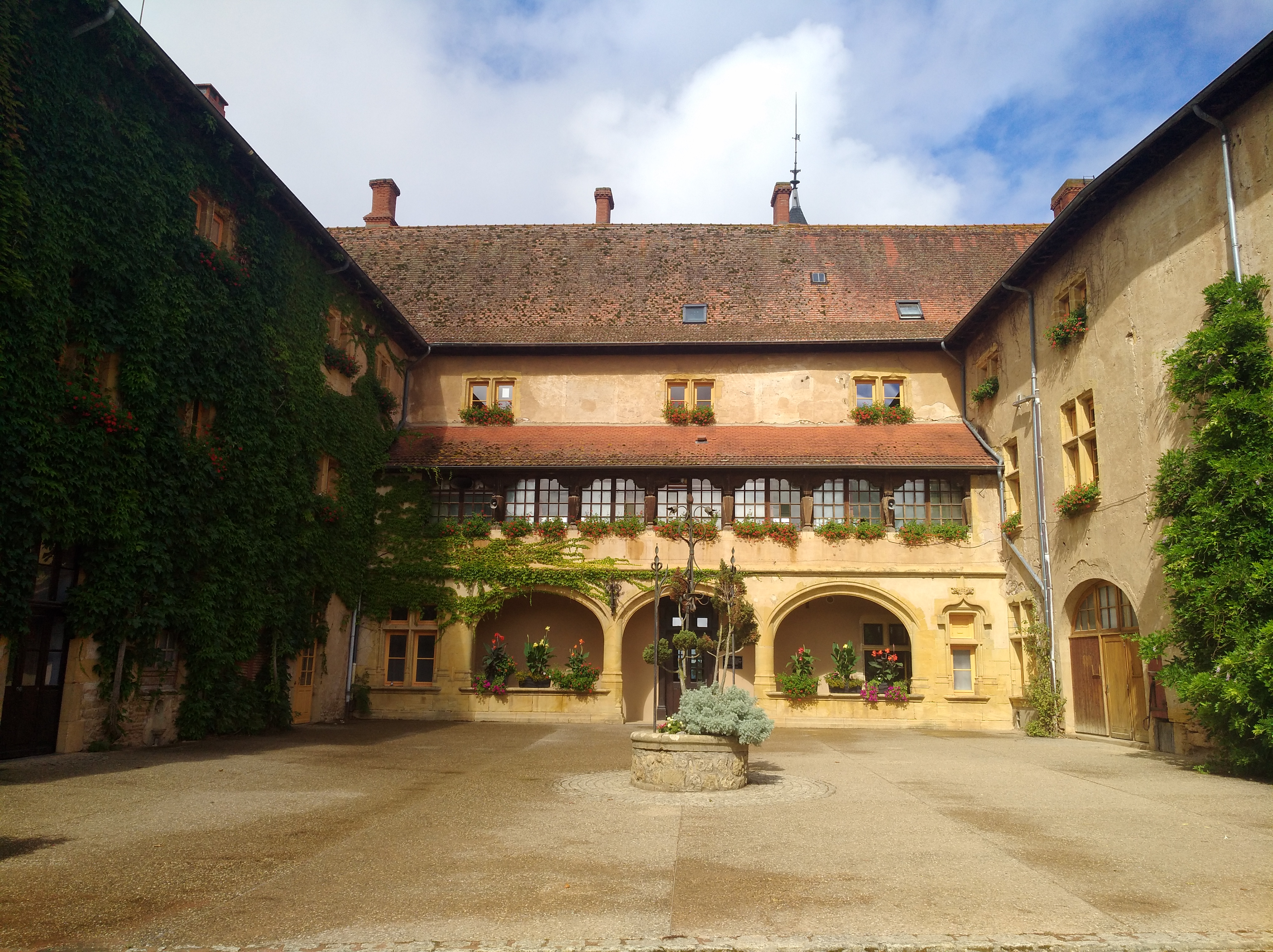
Cour du château de Ressins

- Église Saint-Martin de Nandax. L'église est achevée en 1860 dans un style néogothique sur les plans de l'architecte Pierre Bossan[16].

### Personnalités liées à la commune
- Jean Morel (° 1854 - † 1927), pharmacien, député de la Loire de 1898 à 1912, sénateur de la Loire de 1912 à 1927 et ministre des colonies sous les gouvernements d'Artistide Briand et de Louis Barthou, né à Nandax.

### Héraldique
|  | Les armoiries de Nandax se blasonnent ainsi : De sinople à la tour d'argent, ouverte, ajourée et couverte de sable; chapé d'or à deux roses de gueules pointées de sinople. |